# Kaple svaté Barbory (Rudice)
Kaple svaté Barbory je moderní sakrální stavba vybudovaná v letech 1999–2002 v obci Rudice v okrese Blansko v Jihomoravském kraji.

## Historie
Kromě malé kapličky sv. Antonína, neměli obyvatelé obce Rudice vlastní svatostánek a věřící docházeli na bohoslužby do kostela v nedalekých Jedovnicích. Myšlenkou postavit v Rudici větší kapli se zabýval dlouholetý jedovnický farář P. František Vavříček již v 70. letech 20. století, v době, která budování sakrálních staveb nepřála. Změna nastala až po pádu komunismu s nástupem prvního polistopadového starosty Rudice Svatopluka Nezvala; 24. 6. 1990 bylo posvěceno místo a položen základní kámen pro stavbu nové kaple podle návrhu Ing. arch. Petry Vorlíčkové z Brna. 21. září 2002 byla kaple, zasvěcená svaté Barboře, patronce horníků a jeskyňářů, slavnostně otevřena mší svatou, kterou celebroval Mons. Jiří Mikulášek, generální vikář brněnské diecéze. Celkové náklady na stavbu kaple, které přesáhly 4 miliony Kč, byly pokryty především dary a příspěvky farníků.

## Architektura

### Exteriér
Hrubou stavbu tvoří dvouplášťové zdivo tloušťky 60 cm. Vnější plášť (45 cm) je z vápence z okolních zdrojů a vnitřní plášť (15 cm) je z děrovaných cihel „voštiněk“. Stavba kombinuje nízkou horizontální část na čtvercovém půdorysu s vertikální, zkosenou, hmotou zvonice. Krov kaple je tvořen křížením dvou sedlových střech. V rozích je podepřen čtyřmi sloupy z modřínových kmenů. Střecha kaple i zvonice je pokryta šedou břidlicí.

### Interiér
Čtvercový půdorys kaple umožňuje jeho variabilní využití i s možností uspořádání prostoru jako večeřadla. Dominantním materiálem v interiéru, který též navrhla arch. Petra Vorlíčková, je dřevo. Kromě čtyř rohových podpěr, které byly vyrobeny z modřínových kmenů je ze dřeva též zařízení kostela (lavice, oltář), otevřený krov i modřínový oltářní kříž, dílo brněnského výtvarníka Patrika Vlčka. V kapli se též nachází novogotická socha sv. Barbory.
Ve zvonici je umístěn zvon o hmotnosti 100 kg, který nese jméno papeže Jana Pavla II. Plášť zvonu, vyrobený firmou Kadlec z Nového Hrozenkova, je ozdoben papežským znakem a heslem a reliéfy patronů obce – sv. Antonína a sv. Barbory.

## Současnost
Kaple patří římskokatolické církvi. Slouží též jako obřadní síň pro všechny občany, konají se zde adventní koncerty i další kulturní akce. Správu vykonává římskokatolická farnost Jedovnice, současným farářem je ICLic. Václav Trmač.